# Vecteur colonne
Un vecteur colonne, ou matrice colonne, est une matrice comportant n lignes et 1 colonne.
La transposée d'un vecteur colonne est un vecteur ligne.
L'espace vectoriel des vecteurs colonnes de taille n à coefficients dans un corps K est isomorphe à Kn.
Un vecteur colonne est donc le plus souvent identifié à un vecteur de l'espace vectoriel considéré. Ainsi, faire le produit par une matrice carrée correspond à appliquer l'endomorphisme associé.